# Dionychoscelis lactea
Dionychoscelis lactea är en fjärilsart som beskrevs av Talbot 1929. Dionychoscelis lactea ingår i släktet Dionychoscelis och familjen björnspinnare. Inga underarter finns listade i Catalogue of Life.